# Мелпомена
Мелпомена (на гръцки: Μελπομένη) в древногръцката митология е муза на трагедията. Дъщеря е на Зевс и Мнемозина. Често е изобразявана с венец от лозови листа или от листа на кипарис, с мантия, с трагическа маска в едната ръка или меч или тояга в другата (символ на неизбежното наказание за човек, нарушил волята на боговете).